# 徐伯陽
徐伯陽（？—？），字隐忍，东海人。
父徐僧權，是南朝梁东宫通事舍人。徐伯陽自幼即用功讀書，閱盡三千多卷。天嘉二年，伴隨晋安王讀書。不久成為司空侯安都府记室参军事，與李爽、張正見、贺彻等人時有唱和。作品多散佚。

## 延伸阅读
[在维基数据编辑]
 《陳書·卷34》，出自姚思廉《陳書》